# René Vannes
René Vannes (Lille, 25 maggio 1888 – Bruxelles, 19 novembre 1956) è stato un musicologo belga e studioso di liuteria.

## Biografia
È stato membro onorario dell'Associazione Nazionale Amici della Liuteria Italiana, dell'Accademia nazionale di Santa Cecilia di Roma, del Gesellschaft der Freunde Alter Musikinstrumente di Zurigo e Presidente del concorso internazionale di liuteria di Liegi nel 1954. Ha scritto importanti pubblicazioni, tuttora tra le fonti più consultate da tutti i liutai del mondo.
Fu autore di importanti pubblicazioni quali la prima edizione del "dictionaire universel des luthiers" (Parigi, 1932), la decima edizione del "dictionaire universel des luthiers" (primo tomo, 1951, secondo tomo, 1959, Bruxelles).
Altre pubblicazioni dello stesso autore: "essai de terminologie musicale ou dictionaire universel" (edizione Max Eschig, Parigi), "Une pianiste alsacienne, Marie de Moroguès-Kiené" (Colmar 1927, Parigi), "Dictionaire des musiciens Belges (compositeurs) du XIV au XX siécle" (edizione Larcier, 1948 Bruxelles).
Fu membro onorario dell'A.N.L.A.I. e dell'Accademia nazionale Santa Cecilia a Roma, membro dell'Internationalen Gesellschaft de Freunde Alter Musikinstrumente de Zurich, Presidente del concorso internazionale di liuteria nel 1954 a Liegi, dal quale verrà licenziato in seguito ad un abuso d'ufficio.

## Pubblicazioni
- "Dictionaire universel des luthiers", Parigi 1932
- "Dictionaire universel des luthiers", primo tomo, Bruxelles 1951
- "Dictionaire universel des lithiers", seconde tomo, Bruxelles 1959
- "Essai de terminologie musicale ou dictionaire universel", Parigi, Max Eschig
- "Une pianiste alsacienne, Marie de Moroguès-Kiené", Parigi 1927, Colmar
- "Dictionaire des musiciens Belges (compositeurs) du XIV au XX siécle", Bruxelles 1948, Larcier